# Мелізми
Мелізми (від грец. melos — пісня, мелодія) — невеликі мелодичні прикраси та їх умовні позначки, один з різновидів музичної орнаментики. До мелізмів належать форшлаґ, ґрупето, подвійний мордент, перекреслений мордент, трель, подвійний перекреслений мордент та інші.
В естрадній музиці, зокрема, джазовій, поширені мелізми, запозичені з класичної музики. Зокрема джазовій музиці властиві lip trill (губна трель), wide lip trill (вільна губна трель з великим інтервалом), shace (мордент з сильним вібрато), які наприкінці фрази виконували труба, тромбон, група труб, а також вокалісти.

## Джерело
- Юрій Юцевич. Музика: словник-довідник. — Тернопіль, 2003. — 404 с. — ISBN 966-7924-10-6. (html-пошук по словнику, djvu)